# Sparkasse Kraichgau
Die Sparkasse Kraichgau Bruchsal Bretten Sinsheim (meist kurz nur Sparkasse Kraichgau genannt) ist ein Finanzinstitut in Baden-Württemberg. Sitz des Institutes ist Bruchsal und Sinsheim.
Das Geschäftsgebiet umfasst Teile des Landkreises Karlsruhe, des Rhein-Neckar-Kreises sowie Bad Rappenau im Landkreis Heilbronn.
Umgeben von Oberzentren wie Karlsruhe, Heidelberg, Mannheim, Pforzheim oder Heilbronn befinden sich im Gebiet die Mittelzentren Bruchsal, Bretten und Sinsheim.
Im Juni 2024 wurde bekannt, dass die Sparkasse Kraichgau mit der Sparkasse Karlsruhe Fusionsgespräche führt.

## Geschäftsausrichtung
Die Sparkasse Kraichgau betreibt als Sparkasse das Universalbankgeschäft. Sie ist Marktführer in ihrem Geschäftsgebiet. Die Sparkasse Kraichgau wies im Geschäftsjahr 2023 eine Bilanzsumme von 4,891 Mrd. Euro aus und verfügte über Kundeneinlagen von 3,492 Mrd. Euro. Gemäß der Sparkassenrangliste 2023 liegt sie nach Bilanzsumme auf Rang 94. Sie unterhält 36 Filialen/Selbstbedienungsstandorte und beschäftigt 651 Mitarbeiter.

## Sparkassen-Finanzgruppe
Die Sparkasse Kraichgau ist Teil der Sparkassen-Finanzgruppe und gehört damit auch ihrem Haftungsverbund an. Er sichert den Bestand der Institute und sorgt dafür, dass sie auch im Fall der Insolvenz einzelner Sparkassen alle Verbindlichkeiten erfüllen können. Die Sparkasse vermittelt Bausparverträge der regionalen Landesbausparkasse, offene Investmentfonds der Deka und Versicherungen der SV SparkassenVersicherung. Im Bereich des Leasing arbeitet die Sparkasse Kraichgau mit der  Deutschen Leasing zusammen. Die Funktion der Sparkassenzentralbank nimmt die Landesbank Baden-Württemberg wahr.